# Нер-Томид
«Нер-Томид» (Неугасимая свеча) — двухэтажное здание синагоги, находящееся на улице Сергеева-Ценского в Старом городе Симферополя. Здание построено в XIX веке. Памятник архитектуры.

## История
Проект одноэтажной синагоги «Нер-Томид» был одобрен строительным отделением Таврического губернского правления 10 марта 1893 года. Предполагаемая дата окончания строительства — 1894 год.
В декабре 1922 года, после установления советской власти, административно-организационное управление НКВД передало синагогу в пользование «двадцатке» (группе из 20 верующих, выступавших коллективным юридическим лицом). К этому времени при «Нер-Томиде» существовала библиотека, а общая вместимость синагоги составляла 342 человека. 11 марта 1922 года ряд ценностей, хранившихся в синагоге, были конфискованы.
17 февраля 1930 года рабочие с фабрики имени Ильича собрали 91 подпись под обращением к властям с просьбой закрыть синагогу «Нер-Томид». Большинством из подписавшихся оказались рабочие еврейского происхождения. К концу месяца 15 членов «двадцатки» заявили об отказе «нести ответственность за здание синагоги и за имущество». В защиту синагоги выступили 38 верующих, направивших в Крымский ЦИК обращение с просьбой передать им религиозное здание. Несмотря на это в марте 1930 года президиум симферопольского горсовета направил в Крымский ЦИК просьбу о закрытии синагоги.

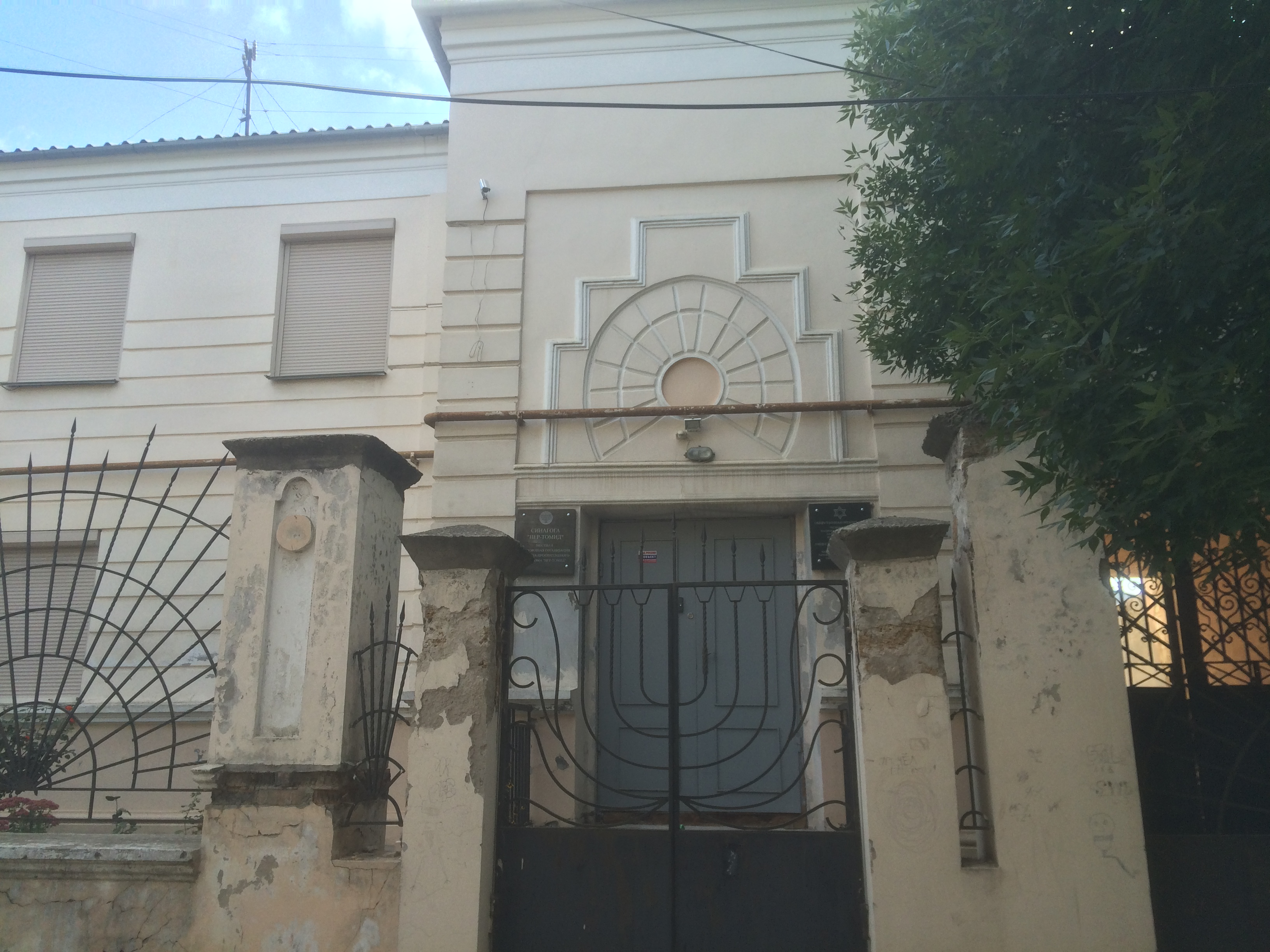
Синагога в 2017 году

Постановлением ЦИК Крымской АССР от 5 ноября 1930 года было решено открыть в здании синагоги столовую. В следующем году вместо столовой была открыта почтово-телеграфная контора, а перед началом Великой Отечественной войны здесь размещался «цыганский клуб». В результате послевоенной реконструкции здание стало двухэтажным. До 1990-х годов в здании располагался ЖЭУ № 6, симферопольская организация общества спасения на водах и крымский республиканский комитет профсоюза рабочих местной промышленности и коммунально-бытовых предприятий.
В 1992 году Объединённая еврейская община Крыма обратилась к властям города с просьбой передать здание синагоги верующим. Данная просьба была удовлетворена спустя три года. В 1997 году здание имело 75 % износа. На пожертвования в 2000—2001 годах был выполнен ремонт помещения. На реставрационные работы в 2001—2002 года общине требовалось 35 тысяч долларов, однако данных средств собрать не удалось. В 2013 году из-за дождей начал разрушаться потолок синагоги. После аннексии Крыма община синагоги перерегистрировалась по российскому законодательству. Постановлением Совета министров Республики Крым от 20 декабря 2016 года здание синагоги было признано объектом культурного наследия России регионального значения как памятник градостроительства и архитектуры.
В 2019 году началась реконструкция синагоги. К 2020 году в здании располагались «Община ортодоксального иудаизма „Нер-Томид“», общественные организации «Местная национально-культурная автономия евреев городского округа Симферополя» и «Региональная национально-культурная автономия евреев Республики Крым», женский клуб и молодёжная организация Российского еврейского молодёжного конгресса, еврейская библиотека и редакция всекрымской газеты «Шолэм».

## Архитектура
По изначальному проекту синагога была одноэтажной, прямоугольной в плане. Большую часть площади синагоги занимал молельный зал. Стены сложены из тёсаного, пилёного и бутового камня. Толщина стен составляет 0,8 метра. В советское время к зданию был достроен второй этаж. На фасаде сохранилось изображение восходящего солнца над порталом.